# Precuneo
Il precuneo è la regione del lobulo parietale superiore posta davanti al cuneo del lobo occipitale. È nascosta nel solco longitudinale mediale tra i due emisferi cerebrali. Viene anche chiamata regione mediale della corteccia parietale superiore. Il precuneo confina anteriormente con il solco marginale e il solco cingolato, posteriormente dal solco parietoccipiatale, e inferiormente dal solco subparietale. È coinvolto nella memoria episodica, elaborazione visuale-spaziale, riflessione su se stessi, e aspetti della coscienza.
La posizione del precuneo ne rende difficile lo studio. Inoltre tale regione è raramente soggetta a lesioni causate da ictus, o traumi causati da ferite da arma da fuoco. Per questo motivo è "una delle aree mappate meno accurato di tutta la superficie corticale". Nonostante sia stata originariamente descritta da Korbinian Brodmann come un'area omogenea, oggi viene suddivisa in tre parti.
Grazie ad Achille-Louis Foville è noto anche come il lobo quadrato di Foville. La parola latina praecuneus è stata usata per la prima volta nel 1868 e l'inglese precuneus nel 1879.

## Struttura
Il precuneus si trova nella parte interna tra i due emisferi cerebrali nella zona posteriore tra la corteccia somatosensoriale e davanti del cuneo (che contiene la corteccia visiva). È sopra il cingolo posteriore. In seguito agli studi di Korbinian Brodmann è stata tradizionalmente considerata come una struttura omogenea, poco distinguibile dal cingolo posteriore. Brodmann la reputava la continuazione mediale dell'area parietale laterale dell'area 7.
La tracciatura degli assoni dei macachi ha stabilito che l'area ha tre suddivisioni, che sono state individuate anche sugli esseri umani attraverso lo studio della connettività funzionale a riposo con l'fMRI (ricerca parallele con fMRI sono state svolte anche sulle scimmie).

### Suddivisioni

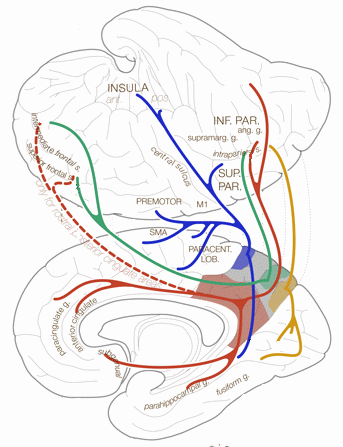
Suddivisioni di precuneo e cingolo posteriore nell'essere umano sulla base della connettività funzionale a riposo.
Blu: La regione sensomotoiar anteriore e le sue connessioni
Verde: La regione centrale cognitivo / associativa
Giallo: La regione visiva posteriore
(Il colore rosso indica il cingolo posteriore e le sue connessioni.)

#### Regione anteriore sensomotoria
Si trova sul margine del solco cingolato ed è collegato alle aree sensomotorie della corteccia cerebrale, come il lobulo paracentrale, l'area motoria supplementare, la corteccia premotoria, l'area somatosensoriale (area 2 di Brodmann), l'opercolo parietale e l'insula. La ricerca con l'fMRI sugli esseri umani ha trovato una connessione con la parte caudale del giro paraippocampale e della circonvoluzione temporale superiore. Non è stata trovata nessuna connessione con il lobulo parietale inferiore, la corteccia prefrontale e la corteccia motoria primaria.

#### Regione centrale cognitivo-associativa
Si trova intorno al solco precuneale ed è connesso con il lobulo parietale inferiore in particolare con la circonvoluzione angolare e le aree prefrontali 10, 46 e 8. Non ci sono connessioni con le aree premotoria, motoria, o somatosensoriale. Le aree con cui si collega sono coinvolte nelle funzioni esecutive, memoria di lavoro e controllo motorio.

#### Regione visiva posteriore
Si trova lungo la fessura parieto-occipitale. Si collega con le aree visive del cuneo e la corteccia visiva primaria.

### Connessioni sottocorticali
Sotto la corteccia cerebrale, il precuno è connesso con i nuclei dorsali del talamo, incluso il nucleo ventrale laterale, i nuclei centrali e anteriori intralaminari e il pulvinar laterale. Altri collegamenti si dirigono al claustro, il nucleo dorsolaterale caudato, putamen e la zona incerta. L'area ha anche legami con le aree del tronco come le aree pretettali, il collicolo superiore, il nucleo reticolare del tegmento pontino, e la base pontis.